# Sulfonephtaléine
 (signalé en août 2025).
Si vous disposez d'ouvrages ou d'articles de référence ou si vous connaissez des sites web de qualité traitant du thème abordé ici, merci de compléter l'article en donnant les références utiles à sa vérifiabilité et en les liant à la section « Notes et références ».
- Archive Wikiwix
- Bing
- Cairn
- DuckDuckGo
- E. Universalis
- Gallica
- Google
- G. Books
- G. News
- G. Scholar
- Persée
- Qwant
- (zh) Baidu
- (ru) Yandex
- (wd) trouver des œuvres sur Wikidata

Les sulfonephtaléines sont une famille de composés organiques à structure triarylméthane. Leur structure de base est celle du triphénylméthane et ce sont des sultones (ester sulfonique cyclique) : R-SO2-O-R' entre le carbone central et le carbone en ortho d'un des trois cycles benzéniques.

## Description
La plupart des sulfonephtaléines possèdent la particularité d'être colorées, voire de changer de couleur en fonction du pH. Ces caractéristiques leur permettent d'être utilisées comme colorant ou comme indicateur de pH.
Les composés les plus connus de cette famille sont le bleu de bromothymol, le bleu de bromophénol, le vert de bromocrésol et le rouge de phénol.